# لويس بلاندل
لويس بلاندل (بالإنجليزية: Louis Blundell)‏ هو لاعب دارت بريطاني، ولد في 16 مارس 1978 في إنجلترا في المملكة المتحدة.

## وصلات خارجية
- لويس بلاندل على موقع DartsDatabase.co.uk (الإنجليزية)